# Svenska fruntimmersskolan i Åbo
Svenska fruntimmersskolan eller Svenska fruntimmersskolan i Åbo, från 1916 kallad Svenska flickskolan i Åbo eller Svenska flickskolan, var en svenskspråkig flickskola i Åbo, aktiv från 1844 till 1955. 

## Historia
Skolan grundades som ett resultat av en debatt om kvinnors utbildning i Finland. I Åbo fanns under 1700-talet ett antal flickpensioner, som anklages för ytlighet och fåfänga av bland annat Jakob Tengström i Åbo Tidningar 1793. Bland de mer kända var Christina Krooks pension och Sara Wacklins pension 1823-27. En debatt uppstod, som resulterade i att undervisning för flickor togs med i 1843 års skolordning, vilket resulterade i att Svenska fruntimmersskolan i Åbo och Svenska fruntimmersskolan i Helsingfors grundades av myndigheterna på statens bekostnad året därpå. 
Dess syfte var att undervisa "döttrar till bildade föräldrar" i de kunskaper som då ansågs lämpliga för kvinnor. Den följdes av liknande privata skolor i många av Finlands städer, som ofta också kallades "fruntimmersskolan". Fram till 1870 stod den under ärkebiskopens och kyrkans uppsikt. Under sina första decennier var skolan en typisk mamsellskola, där eleverna fick lära sig vad som ansågs passande för kvinnorollen, och en stor del av undervisningen begränsades till handarbete. Vid undervisning av en manlig lärare, satt en så kallad "klassdam" med som förkläde. I likhet med övriga skolor av samma slag var det också, en skola reserverad för svenskspråkiga döttrar till medlemmar av över- och medelklassen. 
Efter att den första kvinnliga studenten, Maria Tschetschulin, antagits till ett finländsk universitet år 1870, infördes så kallade lyceumklasser på skolan, liksom på många övriga liknande skolor. Vid samma tidpunkt blev den liksom övriga liknande skolor genom en reform 1872 öppnad för elever ur alla samhällsklasser samt icke svenskspråkiga. Efter att ha verkat i olika lokaler runtom i staden, fick den år 1889 en fast lokal vid Eriksgatan 18.  
Sedan kvinnor fick börja studera på universitetet på samma villkor som män 1915 (dispensen släpptes), jämställdes även deras övriga utbildning med mäns i Finland, och Svenska fruntimmersskolan i Åbo, liksom övriga skolor av samma slag började avvecklas. År 1955 gick skolan samman med Heurlinska skolan från 1861, då Finlands största flickskola, och omvandlades då till Åbo Svenska Flicklyceum, som i sin tur slogs samman med Katedralskolan i Åbo 1971.  
Många bemärkta personer i Finland var elever vid skolan. Bland dem finns Olga Lemberg och Naema Lemberg, som grundade Åbos första finskspråkiga flicklyceum; Finlands första kvinnliga jurist Agnes Lundell, Åbo akademis första kamrer Anna Bäckström, och Maj Aminoff och Hedvig Gebhard. 
Svenska fruntimmersskolan i Åbo blev 1898 den kanske första plats utanför Sverige där det hölls svenskt Luciafirande.